# Ciudad Coahuila
Ciudad Coahuila är en ort i Mexiko.   Den ligger i kommunen Mexicali och delstaten Baja California, i den nordvästra delen av landet, 2 100 km nordväst om huvudstaden Mexico City. Ciudad Coahuila ligger 11 meter över havet och antalet invånare är 5 617.
Terrängen runt Ciudad Coahuila är mycket platt. Runt Ciudad Coahuila är det glesbefolkat, med 19 invånare per kvadratkilometer. Närmaste större samhälle är Guadalupe Victoria, 14,2 km nordväst om Ciudad Coahuila. Trakten runt Ciudad Coahuila består till största delen av jordbruksmark.